# مهرناز
مهرناز از شخصیت‌های شاهنامه، نام خواهر کیکاووس پادشاه کیانی و همسر رستم پهلوان شاهنامه.
مهرناز زیبا چون خورشید یک اسم ایرانی دخترانه است که از دو بخش تشکیل شده بخش اول «مهر» به معنای «خورشید» و محبت و بخش دوم «ناز» به معنای زیبایی و دلربائی و خیلی زیبا.